# Барсак, Мари
Мари Барсак (фр. Marie Barsacq; род. 3 августа 1973, Дакс) — французская политическая и государственная деятельница. Министр спорта, по делам молодёжи и спортивных обществ (с 2024).

## Биография
Родилась 3 августа 1973 года в городе Дакс (департамент Ланды).
Юрист по образованию, начала профессиональную карьеру во Французском национальном олимпийском и спортивном комитете, где со временем заняла должность заместителя генерального директора. Член исполнительного комитета Федерации футбола Франции (курировала вопросы любительского футбола в период президентства Ноэля Ле Граэта). Замужем за спортивным журналистом Седриком Боду, мать троих детей.
С 2016 года занимала должность исполнительного директора по вопросам влияния и наследия в составе организационного комитета летних Олимпийских игр 2024 года в Париже.
23 декабря 2024 года получила портфель министра спорта, по делам молодёжи и спортивных обществ при формировании правительства Байру. Некоторое время сохранялись опасения, что, как и в 2020 году, когда спорт был передан в ведение министра-делегата при министре просвещения, управление данной сферой вновь будет переведено на более низкий уровень. Тем не менее, Байру сохранил отдельный министерский портфель.